# 艾斯納峰
艾斯納峰（英語：Eisner Peak）是南極洲的山峰，位於葛拉漢地的鮑曼海岸，處於布倫特山東南面4公里的薩姆納冰川終點西岸，海拔高度1,525米，美國探險隊在1947年拍攝空中照片，現時由南極條約體系管理。